# ريادة الأعمال في سلطنة عمان
ريادة الأعمال في سلطنة عمان شهدَت من قبل الحكومة اهتمامًا مُتزايدًا دعمًا وتوفيرًا لأساليب النجاح للمُبدعين، حيثُ كانت تُعاني السلطنة من إقبال ضعيف من قبل الشباب العُماني على خوض غِمار الريادة مرتبطًا بنقص الوعي تجاه أهميِّة المشاريع الخاصَّة، وكما أنَّها تواجه تحدِّيات جمِّة متمثِّلة في رسم استراتيجيات واضحة لهذا القطاع وتطوير القوانين والتشريعات ومحاربة البيرقراطيّة المتمثّلة في المعاملات القانونيّة المرتبطة بهكذا مشاريع.

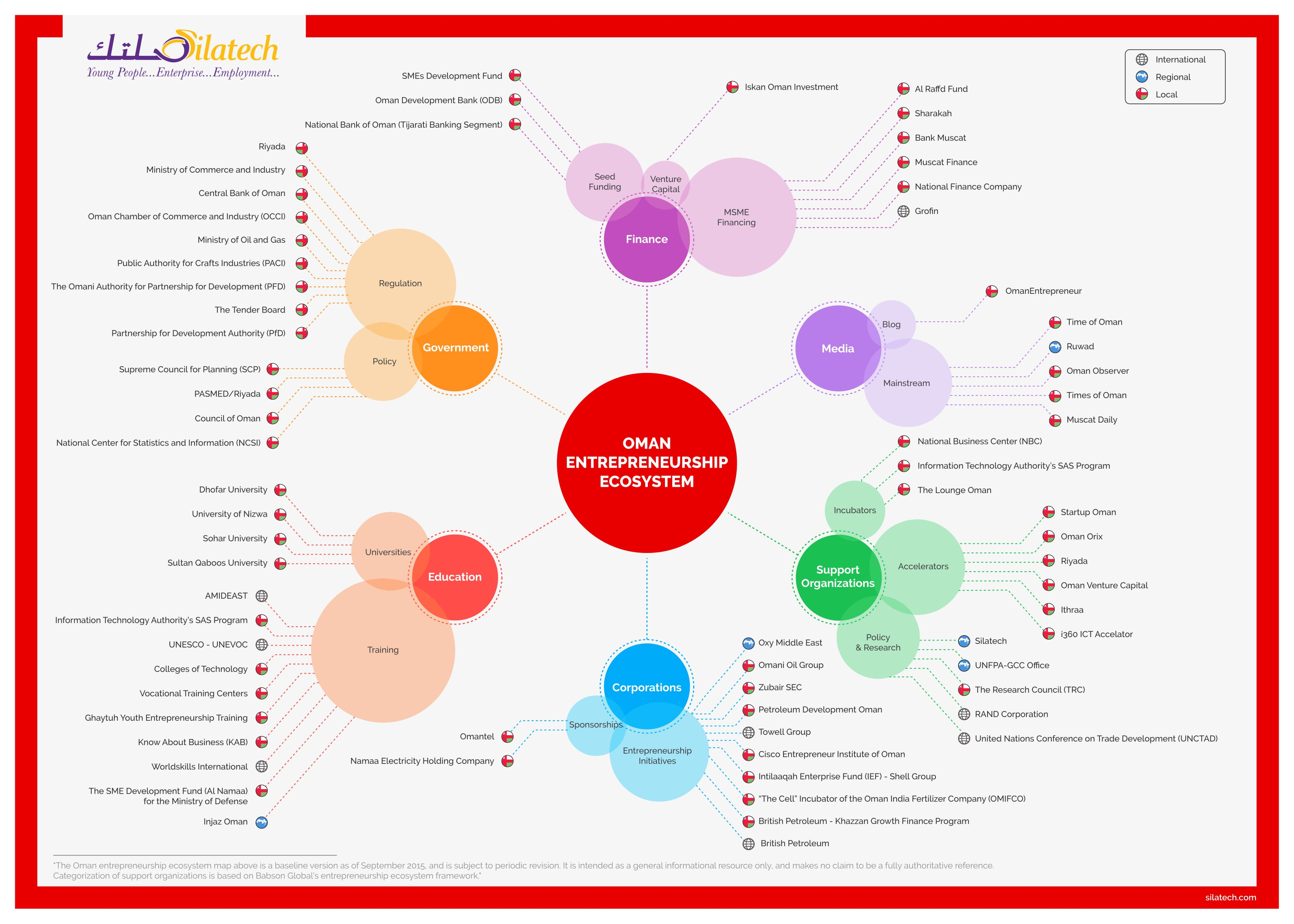
خريطة منظومة ريادة الأعمال في سلطنة عُمان

يُعَد مفهوم ريادة الأعمال نقلة نوعية في الفكر الاقتصادي التقليدي الذي يَرتكز على الدولة والقطاع الخاص والشركات والمؤسسات الكبرى، حيث يقوم هذا المفهوم في جوهره على الابتكار والإبداع في إطار الاقتصاد الجديد، وقد نما قطاع ريادة الأعمال بشكل كبير خلال العقدين الماضيين حتى أصبح مكونا أساسيا في الاقتصاد وفي عملية التنمية لأي بلد من بلدان العالم.

## المنشآت الرياديِّة
تُصنَّف المُنشآت الرياديَّة تبعًا لمعايير الهيئة العامة لتنمية المؤسسات الصغيرة المتوسِّطة إلى ثلاث أصناف: مشاريع صُغرى، صغيرة ومتوسِّطة.
المشاريع الصُغرى: هي المشاريع التي يبلغ عدد العاملين فيها من 1 - 5 أشخاص، والتي رأسمالُها أقل من 100,000 ريال عُماني.
المشاريع الصغيرة: هي المشاريع التي يبلغ عدد العاملين فيها من 6 - 25 شخصًا، والتي رأسمالها بين 100,000 وَ 500,000 ريال عُماني.
المشاريع المُتوسِّطة: هي المشاريع التي يبلغ عدد العاملين فيها من 26 - 99 شخصًا، والتي رأسمالها بين 500,000 وَ 3,000,000 ريال عُماني.

## ندوات ريادة الأعمال في سلطنة عمان
- ندوة سيح الشامخات - يناير 2013م.[4]
- ندوة مراجعة قرارات سيح الشامخات - يناير 2015م.[4]

## قرارات ندوتي تنمية المؤسسات الصغيرة والمتوسطة
- قرارات ندوة تنمية المؤسسات الصغيرة والمتوسطة سيح الشامخات 2013 م:[4]

1. اعتماد وتنفيذ برنامج لتدريب موظفي القطاع الحكومي، من ذوي العلاقة والتعامل المباشر مع القطاع الخاص،  لتعزيز فكر ريادة الأعمال لديهم ولتحسين تعاملهم وتسهيل وتطوير الإجراءات المتعلقة بالمؤسسات الصغيرة والمتوسطة بما يحقق تقديم أفضل الخدمات لتمكين هذه المؤسسات من أداء دورها التنموي، على أن تتم المباشرة في تنفيذ هذا الإجراء خلال النصف الثاني من عام 2013 م.
2. السماح لموظفي الحكومة الراغبين في إنشاء وإدارة مؤسساتهم الخاصة بالتفرغ لها مع الاستمرار في صرف رواتبهم لمدة سنة وفقا لضوابط محددة يتم اعتمادها خلال العام  2013 م.
3. تخصيص جائزة سنوية بمستوى عالٍ تستهدف المؤسسات الصغيرة والمتوسطة والجهات والأفراد الداعمين لها وتنفيذها اعتبارا من عام 2014 م.
4. تأسيس مؤسسة حكومية مستقلة إداريا وماليا تعنى بتنمية وتطوير المؤسسات الصغيرة والمتوسطة، ورفدها بالموارد المالية والبشرية الكافية  بحيث تدرج تحت مظلتها برامج الدعم الفني الحكومية الحالية المتعلقة بهذه المؤسسات.
5. تخصيص قطع أراض مناسبة في مختلف محافظات السلطنة لبناء مراكز أعمال وحاضنات للمؤسسات الصغيرة والمتوسطة، يتم استثمارها من قبل الحكومة أو القطاع الخاص، على أن تدار من خلال مؤسسات متخصصة في إدارة هكذا مرافق.
6. تخصيص قطع أراضٍ زراعية وصناعية وتجارية بعقود انتفاع لاستثمارها من قبل المؤسسات الصغيرة والمتوسطة بموجب اشتراطات يحددها المجلس الأعلى للتخطيط ووزارة الإسكان.
7. تخصيص ما لا يقل عن 10% من قيمة إجمالي المشتريات والمناقصات الحكومية المختلفة للمؤسسات الصغيرة والمتوسطة، على أن يقوم مجلس المناقصات بتنفيذ الإجراءات والضوابط الكفيلة بتحقيق ذلك خلال النصف الأول لعام 2013 م.
8. إلزام الشركات المنفذة للمشاريع الكبيرة بتخصيص نسبة لا تقل عن (10%) من قيمة المناقصة للمؤسسات الصغيرة والمتوسطة مع إعطاء الأولوية لتلك المسجل موقع عملها في المحافظة التي ينفذ فيها المشروع.
9. تطوير وتحسين إجراءات المحطة الواحدة بوزارة التجارة والصناعة بما يخدم المؤسسات الصغيرة والمتوسطة بحيث يتم الانتهاء من تقديم كافة خدماتها إلكترونيا مع نهاية عام 2013 م.
10. مراجعة القوانين المنظمة للتنافسية ومنع الاحتكار وإعلان الإفلاس بما يحقق الحماية للمؤسسات الصغيرة والمتوسطة، على أن يتم إدخال التعديلات المقترحة بناء على هذه المراجعة خلال عام 2014 م.
11. تطبيق نظام يقضي بقيام المؤسسات الخاصة بكافة درجاتها بتحويل رواتب موظفيها إلى حساباتهم الخاصة في البنوك وذلك بالتنسيق بين وزارة القوى العاملة والبنك المركزي العماني على أن يبدأ التطبيق مع بداية عام 2014 م.
12. زيادة التسهيلات الائتمانية إلى المؤسسات الصغيرة والمتوسطة من خلال البنوك التجارية عبر مجموعة من التدابير ومنها تخصيص نسبة في حدود 5% من القروض التجارية للمؤسسات الصغيرة والمتوسطة، ووضع إجراءات تسهل منح القرض بما يتناسب مع حجم تلك المؤسسات.
13. إعادة هيكلة النظام الداخلي لبنك التنمية العماني بما يضمن تسهيل حصول المؤسسات الصغيرة والمتوسطة على القروض وتخفيض ضمانات الرهن، على أن يتم الانتهاء من هذه الهيكلة خلال عام 2013 م.
14. وضع آلية تضمن تسريع سداد الدفعات المالية للمؤسسات الصغيرة والمتوسطة المرتبطة بمشاريع مع الأجهزة الحكومية المختلفة، على أن يتم تفعيل هذه الآلية خلال النصف الأول من عام 2013 م.
15. بث حزمة برامج إعلامية اقتصادية تفاعلية ومتنوعة تختص بغرس ثقافة العمل الحر من خلال القنوات التلفزيونية القائمة أو من خلال إطلاق قناة تلفزيونية اقتصادية.
16. تضمين ريادة الأعمال في المناهج الدراسية والبرامج التعليمية في التعليم المدرسي واستخدام وسائل لغرس ثقافة ريادة الأعمال في صفوف الناشئة.
17. تقديم مقرر دراسي في ريادة الأعمال للطلبة في مختلف مؤسسات التعليم العالي، ودعم تنفيذ أنشطة طلابية بالتعاون مع القطاع الخاص في مجال ريادة الأعمال.
18. تأسيس مركز للابتكار تحت مظلة مجلس البحث العلمي ليكون من بين اهتماماته تحويل الأفكار والابتكارات إلى منتجات وأعمال تجارية.
19. احتساب مالك المؤسسة المتفرغ لإدارتها من ضمن نسب التعمين وكذلك أفراد أسرته (الزوجة والأبناء في سن العمل) المتفرغين للعمل فيها والمسجلين بالتأمينات الاجتماعية.
20. وضع خطة تنفيذية لتطوير قطاع رأس المال المساهم المباشر المشترك في المؤسسات الصغيرة والمتوسطة خلال هذا العام على أن يبدأ العمل بالخطة التنفيذية خلال عام 2014 م.
21. توسيع نشاط مكتب المعلومات الائتمانية بالبنك المركزي العماني ليشمل رصد الوضع الائتماني للمؤسسات والأفراد بما يسهم في توفير معلومات تساعد على تقييم مخاطر منح القرض للمؤسسات الصغيرة والمتوسطة، على أن يتم ذلك خلال عام 2013 م.
22. اتخاذ إجراءات عملية قبل نهاية عام 2015 م لتمكين رواد الأعمال من تأسيس أندية خاصة بهم تسهم في صقل تجاربهم وتعزز تبادل الخبرات فيما بينهم.

- ندوة تقييم تنفيذ قرارات ندوة سيح الشامخات 2015:[4]

1. الاستثناء من نسب التعمين في العامين الأوليين بالنسبة للمؤسسات الصغيرة الجديدة.
2. التدرج في تنفيذ إجراءات التعمين خلال أربع سنوات بالنسبة للمؤسسات الصغيرة القائمة.
3. إدراج الوظائف المؤقتة ضمن نسب التعمين للمؤسسات الصغيرة والمتوسطة  بما لا يتعارض مع قانون العمل.
4. تشجيع الشركات  المملوكة من الحكومة بنسبة لا تقل عن (40%) من رأس مالها  على تخصيص جزء من قيمة إجمالي مشترياتها ومناقصاتها للمؤسسات الصغيرة والمتوسطة.
5. إلزام الجهات الحكومية  بصرف مستحقات المؤسسات الصغيرة والمتوسطة خلال مدة لا تتجاوز (28) يوما بعد استكمال المستندات اللازمة من خلال استحداث إجراءات صرف خاصة.
6. إعطاء الأولوية للمؤسسات الصغيرة والمتوسطة في مزايدات  المرافق الخدمية داخل منشآت الجهات الحكومية.
7. فتح مكتب مشترك في الهيئة العامة لتنمية المؤسسات الصغيرة والمتوسطة من ممثلي الجهات المعنية لمتابعة صرف الدفعات المالية المتأخرة في السداد للمؤسسات الصغيرة والمتوسّطة.
8. السماح لموظفي الجهات الحكومية بالحصول على إجازة تفرغ  لمدة لا تتجاوز (4) سنوات بدون راتب لإدارة مؤسساتهم بموجب ضوابط تعدها وزارة الخدمة المدنية بالتنسيق مع الهيئة العامة لتنمية المؤسسات الصغيرة والمتوسطة وصندوق الرفد وعلى أن يتم اعتمادها من مجلس الوزراء خلال هذا العام 2015 م.
9. تخصيص نسبة من الأراضي المخططة للاستخدام التجاري والصناعي والزراعي والسياحي بحق الانتفاع لأصحاب المؤسسات الصغيرة والمتوسطة في كل مخططات محافظات السلطنة بواسطة وزارة الإسكان والجهات الأخرى ذات العلاقة بالتنسيق مع الهيئة العامة لتنمية المؤسسات الصغيرة والمتوسطة.
10. تحديد نسبة من الأراضي والأملاك الحكومية المخصصة للاستثمار للمؤسسات الصغيرة والمتوسِّطة.
11. تتولى الجهات الحكومية إصدار تقارير دورية توضح المشروعات والمناقصات التي تم إرساؤها للمؤسسات الصغيرة والمتوسطة ونسبتها من إجمالي المشروعات المُسندة.
12. إلزام الشركات المنفذة للمشاريع الحكومية بتضمين كشوفات تفصيلية بالأعمال المسندة للمؤسسات الصغيرة والمتوسطة مع تحديد قيمتها، وذلك في عقد تنفيذ المشاريع الحكومية ابتداء من عام 2016 م.
13. تخصيص قسم في كل جهة حكومية لمتابعة تنفيذ قرار تخصيص نسبة 10% من المشتريات والمناقصات الحكومية للمؤسسات الصغيرة والمتوسطة ومتابعة تسريع الدفعات المالية المستحقة لها وذلك قبل نهاية النصف الأول من هذا العام 2015 م.
14. اعتبار بطاقة رواد الأعمال الصادرة من الهيئة العامة لتنمية المؤسسات الصغيرة والمتوسطة مستندا  يُمكّن حاملها من الحصول على مختلف التسهيلات ومنح الأولوية في إسناد المناقصات والمشتريات.
15. تحديد قائمة مشتريات ومناقصات كل جهة حكومية وكل شركة مملوكة بالكامل للحكومة يكون إسنادها حصرًا للمؤسسات الصغيرة والمتوسطة يبدأ العمل به في النصف الثاني من هذا العام 2015 م، على أن يتولى مجلس المناقصات تحديد هذه القائمة وتحديثها بشكل دوري بالتنسيق مع الهيئة العامة لتنمية المؤسسات الصغيرة والمتوسطة والجهات المعنية.
16. إصدار قانون يعنى بالمؤسسات الصغيرة والمتوسطة خلال عام 2016 م.
17. تسهيل إجراءات التحكيم التجاري للمؤسسات الصغيرة والمتوسطة بما يضمن البت في قضاياها بشكل سريع.
18. تحديد قائمة من الأنشطة الاقتصادية يحصل بموجبها المتقدم على الموافقة لمزاولة النشاط خلال مدة محددة من تاريخ اكتمال الطلب، وتنفيذ كل الزيارات الميدانية بعد بدء مزاولة النشاط، على أن تتولى وزارة التجارة والصناعة تحديد هذه القائمة بموجب ضوابط يتم الاتفاق عليها مع الجهات المعنية ويتم تحديثها بشكل دوري.

## التشريعات والقوانين
توجد العديد من التشريعات والقوانين التي سُنَّت من أجل دعم مشاريع ريادة الأعمال في سلطنة عمان، ووُضعت العديد من التشريعات والقوانين من أجل إنشاء مؤسسات لها صلة بدعم هكذا مشاريع، نذكر منها:
1. المجلس الأعلى للتخطيط:[5] أنشئ المجلس الأعلى للتخطيط بموجب المرسوم السلطاني رقم (2012/30) في 26 مايو 2012 م، ويهدف المجلس إلى وضع الاستراتيجيات والسياسات اللازمة لتحقيق التنمية المستدامة في السلطنة، وإيجاد الآليات التي من شأنها تطبيق تلك الاستراتيجيات والسياسات وصولا إلى تحقيق التنوع الاقتصادي والاستغلال الأمثل للموارد الطبيعية والبشرية المتاحة، والمجلس يتبعه كل من الامانة العامة للمجلس الأعلى للتخطيط والمركز الوطني للإحصاء والمعلومات.
2. وزارة الصناعة والتجارة.[6]
3. مؤسسة ريادة (الهيئة العامَّة لتنمية المؤسَّسات الصغيرة والمتوسِّطة):[7] تتولى الهيئة العامة لتنمية المؤسسات الصغيرة والمتوسطة (ريادة) مهمة النهوض بقطاع المؤسسات الصغيرة والمتوسطة و تعزيز دورها في تنمية الاقتصاد الوطني وذللك من خلال تقديم مجموعة متكاملة من الخدمات الفنية والتدريبية والاستشارية المختلفة. أنشئت الهيئة العامة لتنمية المؤسسات الصغيرة والمتوسطة بموجب المرسوم السلطاني رقم 36/2013 ويكون للهيئة الشخصية الاعتبارية وتتمتع بالاستقلال المالي والإداري والمقر الرئيسي للهيئة محافظة مسقط ويجوز إنشاء فروع لها في المحافظات بقرار من مجلس إدارتها.
4. غرفة تجارة وصناعة عُمان:[8] أنشئت غرفة تجارة وصناعة عمان في 15 مايو 1973 م، وتعتبر الغرفة مؤسسة ذات نفع عام تهدف إلى تنظيم المصالح التجارية وتنميتها والدفاع عنها وتمثيلها في مختلف المجالات. وتتمتع الغرفة بالشخصية الاعتبارية ومقرها الرئيسي محافظة مسقط ولها فرع في كل محافظة من محافظات السلطنة.

## مؤسَّسة «ريادة» والمشاريع التي تُقدِّمها لروَّاد الأعمال[9]
1. المحطَّة الواحدة: يقوم مركز خدمات ريادة بتقديم مجموعة متكاملة من الخدمات للمشروعات الصغيرة والمتوسطة التي تعمل بنظام المحطة الواحدة وتضم ممثلين من جميع الجهات المعنية لتسهيل إصدار بطاقة رواد الأعمال ورفع الحظر عن العمالة الوافدة للمؤسسات الصغيرة في مكان واحد بالإضافة إلى الخدمات الاستشارية والمساعدة في إعداد دراسات الجدوى ومراجعتها.
2. التوجيه والتدريب: تنفذ دائرة التوجيه والتدريب وسائل تعلّمية متنوعة والتي لها الدور الفعال في تدريب وتأهيل رواد الأعمال بهدف رفع مستوى المعرفة لديهم وابتكار لأفكار أكثر ابداعا وتميزا. من أهم البرامج المقدمة:  برامج في ريادة الأعمال: يتم تصميم برامج تلائم مستوى المعرفة الإدارية لرائد العمل، مثال على هذه البرامج: الركائز  الأساسية في تأسيس المؤسسات وتشمل: إعداد خطة العمل، إعداد دراسة الجدوى، تحديد الرؤية ووضع خطة إستراتيجية واختيار النظام المالي المناسب للمؤسسة. برامج تخصصية: يتم تصميم محتوى البرامج التخصصية اعتمادا إلى توجهات ريادة على أن تتلائم مع مستوى المعرفة الفنية  لرائد العمل وقد يتم تنفيذها داخل أو خارج السلطنة. البرامج المنفذة خارج السلطنة تهدف إلى الإطلاع على تجارب الدول الأخرى وتبادل الخبرات والمعرفة بين الجانب العماني من رواد الأعمال والدولة المبتعث إليها والتشجيع لخلق شراكات بين رواد الأعمال. جلسات توعوية: يتم التنسيق مع القطاع العام أو الخاص لتنفيذ عدد من  الجلسات التوعوية التي تهدف إلى رفع مستوى معرفة لدى الرواد إن كان في مجال محدد أو التعرف على الفرص الاستثمارية المستقبلية أو الإلمام بالقوانين أو الإجراءات التي قد توثر على المؤسسة.
3. الحاضنات ومراكز الأعمال: أنشئت تحت مظلة ريادة تعمل على دعم المبادرين، الذين تتوافر لديهم الأفكار الطموحة والدراسة الاقتصادية السليمة، وبعض الموارد اللازمة لتحقيق طموحاتهم، بحيث توفر لهم بيئة عمل مناسبة خلال السنوات الأولى من عمر المشروع، وزيادة فرص النجاح من خلال استكمال النواحي الفنية والإدارية بتكلفة رمزية، ودفع صاحب المشروع إلى التركيز على جوهر العمل وذلك خلال فترة زمنيه محددة تتراوح بين (1-3) سنوات. وتلعب الحاضنات دورا أساسيا لكونها وسيلة لدعم المشروعات الجديدة حيث أثبتت نجاحا كبيرًا، في رفع نسب نجاح المشروعات الناشئة. وأيضا تعمل على التنسيق مع المراكز التجارية من اجل إيجاد منافذ تسويقية لأصحاب المؤسسات الصغيرة والصغرى بأسعار مخفضة. وكذلك يتم التنسيق مع المؤسسات التعليمة لكي يتم تأسيس مراكز لرواد الأعمال فيها.
4. الفعاليات والمعارض: تعتبر الفعاليات والمعارض أداة اقتصادية مهمة للمؤسسات الصغيرة والمتوسطة حيث تمثل وسيلة التقاء الشركات مع بعضها البعض لتكوين علاقات تجارية فيما بينها وتبادل الخبرات الفنية، وتبرز أهمية الفعاليات والمعارض بشكل عام لكونها تقدم فرص متميزة للتفاعل المباشر مع الجمهور المستهدف وطرح الرؤى والأفكار وتقديم المعلومات الكاملة بصورة واضحة مما يساعد في التسويق المباشر وزيادة حجم المبيعات والتسويق وعقد الصفقات وتفهم احتياجات المستهلكين بصورة أفضل ومحاولة تلبيتها من خلال توفير المنتجات المناسبة .كما تعتبر المعارض من أهم أدوات التسويق والتي تحمل الابتكار والتطوير المستمرين في الأفكار وسبل الدعاية والجذب بما يحقق الأهداف التسويقية المطلوبة.
5. المكتب المشترك: افتتح مكتب مشترك في الهيئة العامة لتنمية المؤسسات الصغيرة والمتوسطة من ممثلي الجهات المعنية لمتابعة صرف الدفعات المالية المتأخرة في السداد للمؤسسات الصغيرة والمتوسطة.
6. الإعلام والتسويق: يعتبـــر الإعلام من الأركان الأساسيــــة لأي مؤسسة أو منظومة؛ وهـو عامل أساسي لإيصـــال أهداف تلك المؤسسة ورسائلها وتوجهاتها إلى مختلف شرائح المجتمع وهو بمثابة صوت المؤسسة الذي يسمعه الجمهور، ويشكل أيضًا وحدة قياس لنشاط المؤسسة أو ومدى نجاحها في تحقيق أهدافها وتوجهاتها ولقد كانت المرحلة السابقة هي مرحلة تأسيس وبناء للهيئة بكافة دوائرها وقطاعاتها؛ فان ريادة ومنذ المراحل الأولى لإنشـائها ارتأت ان يكون من ضمن مهام دائرة العلاقات العامة والاعلام هو تقديم الدعم الإعلامي لرواد الأعمال وأصحاب المؤوسسات الصغيرة والمتوسطة، ونظرًا لأهمية هذا الدعم في نجاح أعمال وأنشطة تلك المؤسسات؛ ارتأت ريادة أن تقوم الدائرة بمواصلة تقديم الدعم الإعلامي بصورة مبسطة وأكثر سلاسة ولجميع رواد الأعمال.
7. الاقتصاد الأخضر: توفير المعلومات والمشورة الفنية للمؤسسات الصغيرة المتوسطة التي ترغب في تطوير منتجاتها و/أو سبل الإنتاج المتبعة لديها لتتلائم مع مبادئ واهداف التنمية المستدامة وتمكينها من الانخراط ضمن الاقتصاد الاخضر.
8. مناقصات ريادة: تعمل ريادة علي دعم تنفيذ القرارات والإجراءات الخاصة بالمناقصات والمشتريات الحكومية لتعزيز دور المؤسسات الصغيرة والمتوسطة وذلك بالتنسيق مع مجلس المناقصات. يرجى من الشركات المهتمة متابعة الموقع أدناه من أجل الوصول إلى نشر المناقصات التابعة لريادة.
9. بطاقة روَّاد الأعمال: يعد الحصول على بطاقة ريادة الأعمال [10] فرصة للشباب والأفراد الذين يسعون الى النجاح بتحويل أفكارهم واحلامهم إلى مشاريع ناجحة، حيث تعتبر بطاقة ريادة الأعمال إحدى الادوات المهمة والضرورية للحصول على الامتيازات[11] والخدمات التي تقدمها الحكومة في سلطنة عمان لحاملي البطاقة والتي تحتاجها بعض الفئات المستحقة لبطاقة ريادة الاعمال[12] من الشباب من أصحاب المشاريع المتوسطة والصغيرة في السلطنة.
10. جائزة ريادة الأعمال: تهدف جائزة ريادة إلى تعزيز الدور الهام الذي تقوم به هذه المؤسسات بفضل قدرتها على توفير فرص العمل المتعددة والمتجددة للشباب وتشجيعهم على إنشاء وتنفيذ المشروعات الخاصة بهم، والتفرغ لإدارتها وتنميتها مما يمكنهم من المساهمة في جهود التنمية التي تشهدها السلطنة.
11. الأراضي بحق الانتفاع: يعد تخصيص الأراضي بحق الانتفاع من أهم المبادرات التي ستتيح لرواد الأعمال الفرضة لإطلاق مشاريعهم وسوف يتم تنظيم آلية تسجيل طلبات الحصول علي الأراضي بالتنسيق مع المجلس الأعلى للتخطيط ووزارة الإسكان وفقًا لقرارات ندوة سيح الشامخات.

## نشر ثقافة ريادة الأعمال في سلطنة عُمان
يوجد عدّة شركات تقوم بنشر ثقافة ريادة الأعمال في سلطنة عُمان، نذكر منها:
1. إنجاز عُمان.
2. «ستارت أب» عُمان.

## التعليم والتدريب
يوجد العديد من المُنشآت التعليميّة والتدريبية التي تعمل على نشر ثقافة ريادة الأعمال، وتسليح المُتدرِّبين والشُّبان بالمهارات والمعلومات الكافية للبدء بالمشاريع الريادية، نذكر منها:
1. ريادة.[13]
2. مِنصَّة إدلال.[14]

## التمويل المالي للمؤسَّسات الصغيرة والمتوسِّطة
يوجد العديد من الصناديق الداعمة للمشاريع الناشئة الخاصَّة بالمؤسسات الصغيرة والمتوسِّطة نذكر منها:
1. صندوق الرفد.[15]
2. «شراكة» - صندوق تنمية مشروعات الشباب.[16]
3. الصندوق الوطني للتكنولوجيا.[17]
4. بنك التنمية العُماني.[18]
5. «إسكان» - تمويل رأس المال المُخاطِر.[19]
6. «برنامج الوثبة» - بنك مسقط.[20]

## حاضنات الأعمال
1. المركز الوطني للأعمال.[21]
2. حاضنات «ساس» لريادة الأعمال.[21]
3. حاضنات مركز الزبير للمؤسسات الصغيرة.[22]
4. مساحات الردهة للأعمال.[23]

## مُسرِّعات الأعمال
1. مسرع وادي للأعمال (صندوق مُسرِّع الأعمال).[24]
2. جائزة ريادة الأعمال.[25]

## التغطية الإعلاميَّة لريادة الأعمال
- صحيفة روَّاد الأعمال: صحيفة نصف شهرية مهتمة بقطاع رواد الأعمال، تحت إشراف الكاتب الصحفي حمود بن علي الطوقي بالتعاون مع جريدة الرؤبة اليومية.

## المؤسسات الداعمة لريادة الأعمال
- صندوق تنمية المؤسسات الصغيرة والمتوسطة
- شركة عمانتل.
- شركة BP - برنامج الاستثمار الاجتماعي.
- شركة شل - برنامج انطلاقة.

## ريادة الأعمال الإجتماعية
- رؤية الشباب
- عمان المعرفة

## جهات حكومية ذات علاقة بريادة الأعمال[26]
- وزارة التجارة والصناعة. وترويج الاستثمار
- غرفة تجارة وصناعة عمان.
- وزارة العمل.
- البنك المركزي العماني.
- بلدية مسقط.
- وزارة الأسكان والتخطيط العمراني.
- الهيئة العامة لترويج الاستثمار وتنمية الصادرات - اثراء.
- وزارة الشؤون القانونية.
- مكاتب المحافظين في المحافظات.

## وصلات خارجيَّة
- ريادة (الهيئة العامة لتنمية الؤسسات الصغيرة والمتوسطة)
- استثمر بسهولة